# Paskov
Paskov (en allemand : Paskau) est une ville du district de Frýdek-Místek, dans la région de Moravie-Silésie, en République tchèque. Sa population s'élevait à 3 913 habitants en 2024.

## Géographie
Paskov est arrosée par la rivière Olešná, sur les contreforts des Beskides moravo-silésiennes. La rivière Ostravice coule à l'est de la commune. Le puits et les installations de traitement de la mine de charbon fermée « Staříč » sont situés au sud, la mine « Paskov », également fermée, au nord.
Paskov se trouve à 8 km au nord-nord-ouest de Frýdek-Místek, à 11 km au sud-sud-est d'Ostrava et à 283 km à l'est-sud-est de Prague.
La commune est limitée par Ostrava au nord, par Řepiště et Frýdek-Místek à l'est, par Žabeň et Staříč au sud, et par Brušperk et Krmelín à l'ouest.

## Histoire
La première mention écrite de la localité date de 1267.

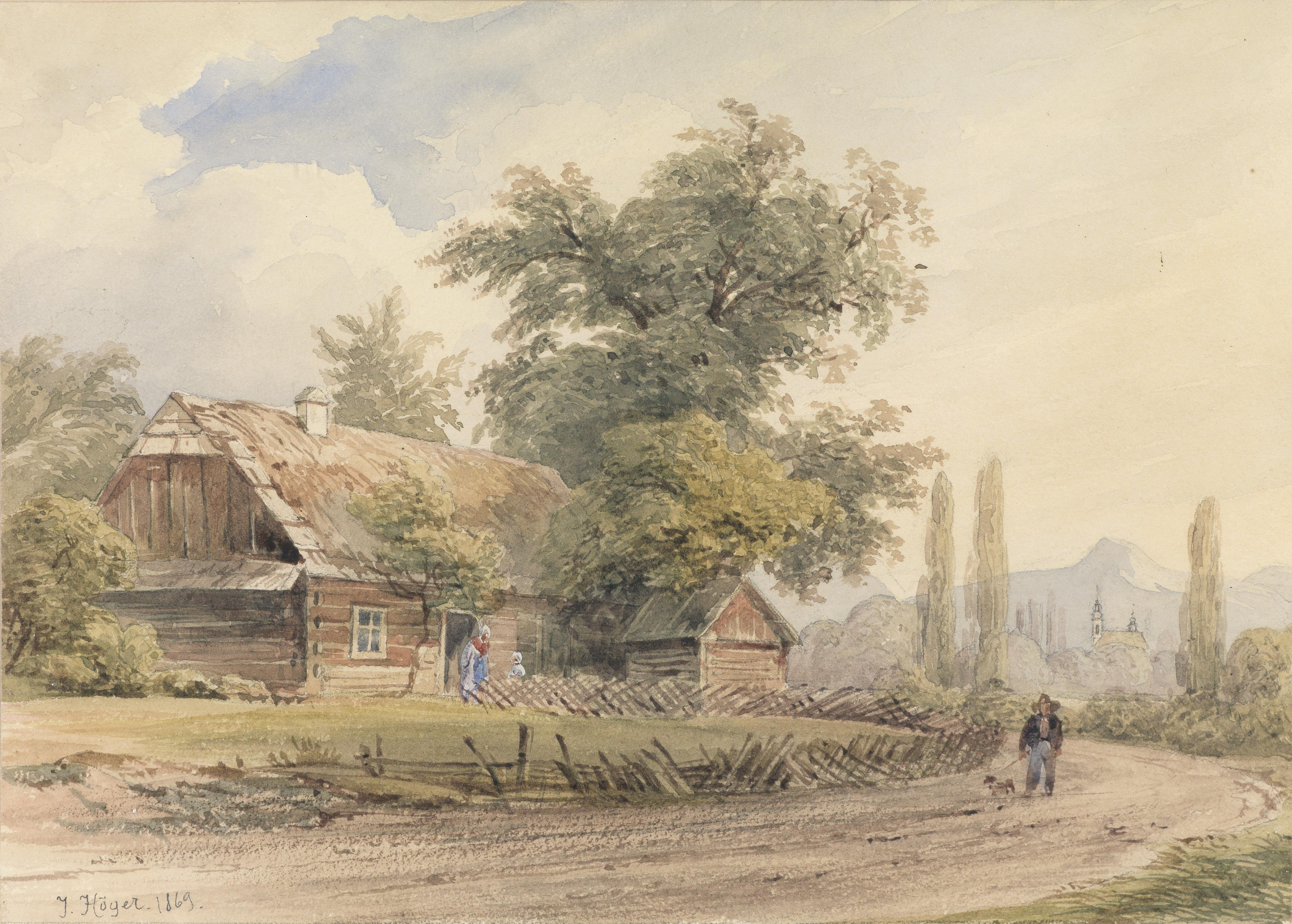
Paskov, par Joseph Höger (1869).

## Administration
La commune se compose de deux sections :
- Oprechtice
- Paskov

## Galerie

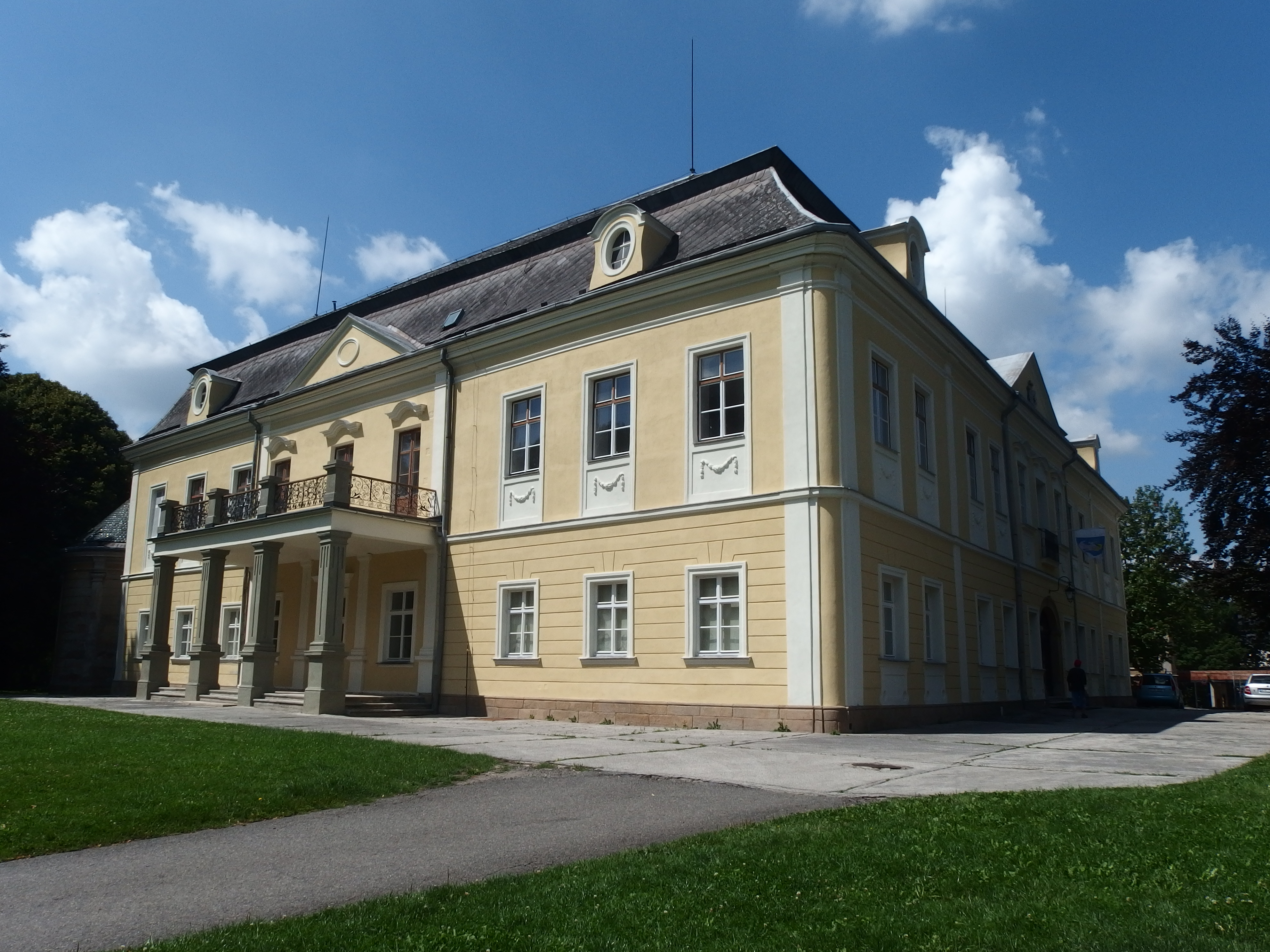
Château de Paskov.
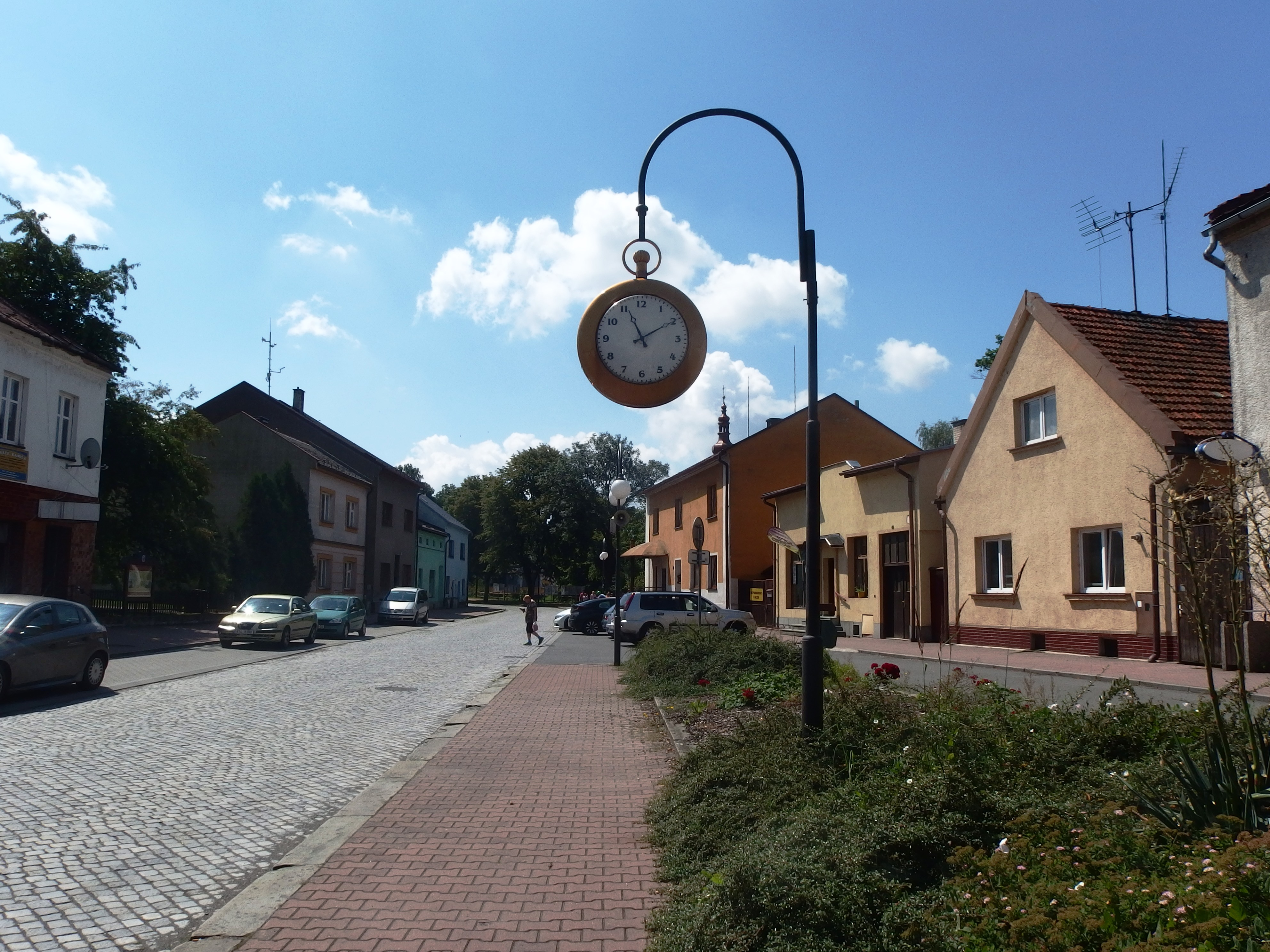
Paskov : place centrale.

## Économie
La principale entreprise de la ville est la société Biocel Paskov, une filiale du groupe autrichien Lenzing. L'usine de Paskov a commencé à produire de la pâte à papier en 1983 et a été privatisée en 1992. Ayant une capacité de production de 240 000 tonnes/an, l'usine emploie 370 personnes.

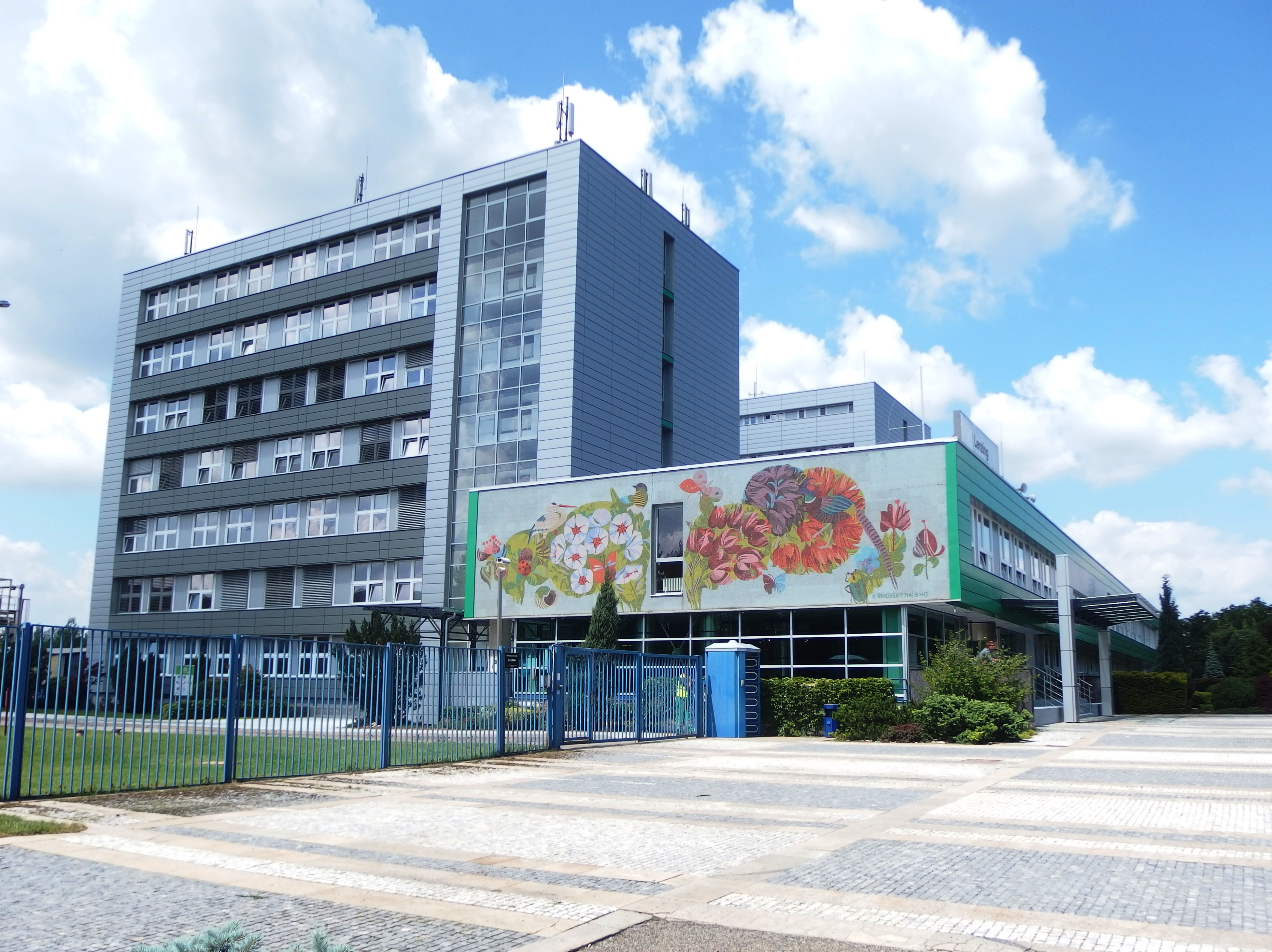
L'entreprise Biocel Paskov.
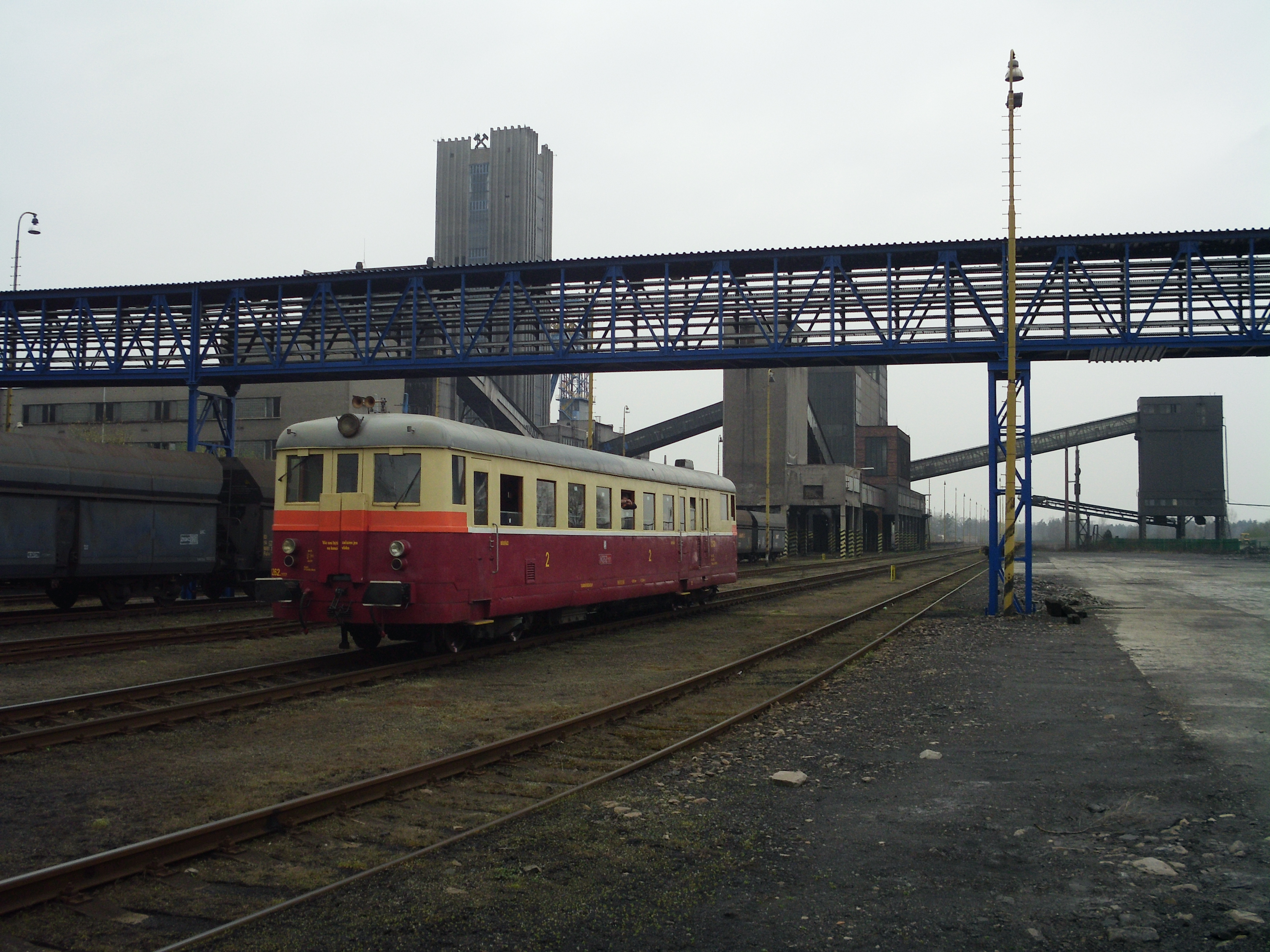
Voies ferrées de l'ancienne mine de charbon « Staric ».

## Transports
Par la route, Paskov se trouve à 9 km de Frýdek-Místek, à 14 km d'Ostrava et à 362 km de Prague. La ville est desservie par l'autoroute D56 (R56 jusqu'en 2014), qui relie Frýdek-Místek à Ostrava.